# 張源潔
張源潔（1448年—？），字希白，福建福州府闽县人，明朝政治人物、進士出身。
成化十年，福建甲午乡试中舉。成化十一年，登乙未科會試中進士，官至江西佥事。
曾祖父張興，曾任巡檢。祖父張基。父亲張惟貫。